# Euryobeidia
Euryobeidia là một chi bướm đêm thuộc họ Geometridae.